# Nachal Nec
Nachal Nec (hebrejsky: נחל נץ) je krátké vádí v severním Izraeli, v pohoří Karmel.
Začíná v nadmořské výšce přes 400 metrů nad mořem, na jižním okraji města Isfija. Odtud vádí směřuje k jihu zalesněným údolím. Pak ústí zprava do vádí Nachal Oren. To odvádí jeho vody do Středozemního moře.